# ペリカン便
ペリカン便（ペリカンびん）は、かつて展開されていた宅配便事業および商品の名称である。

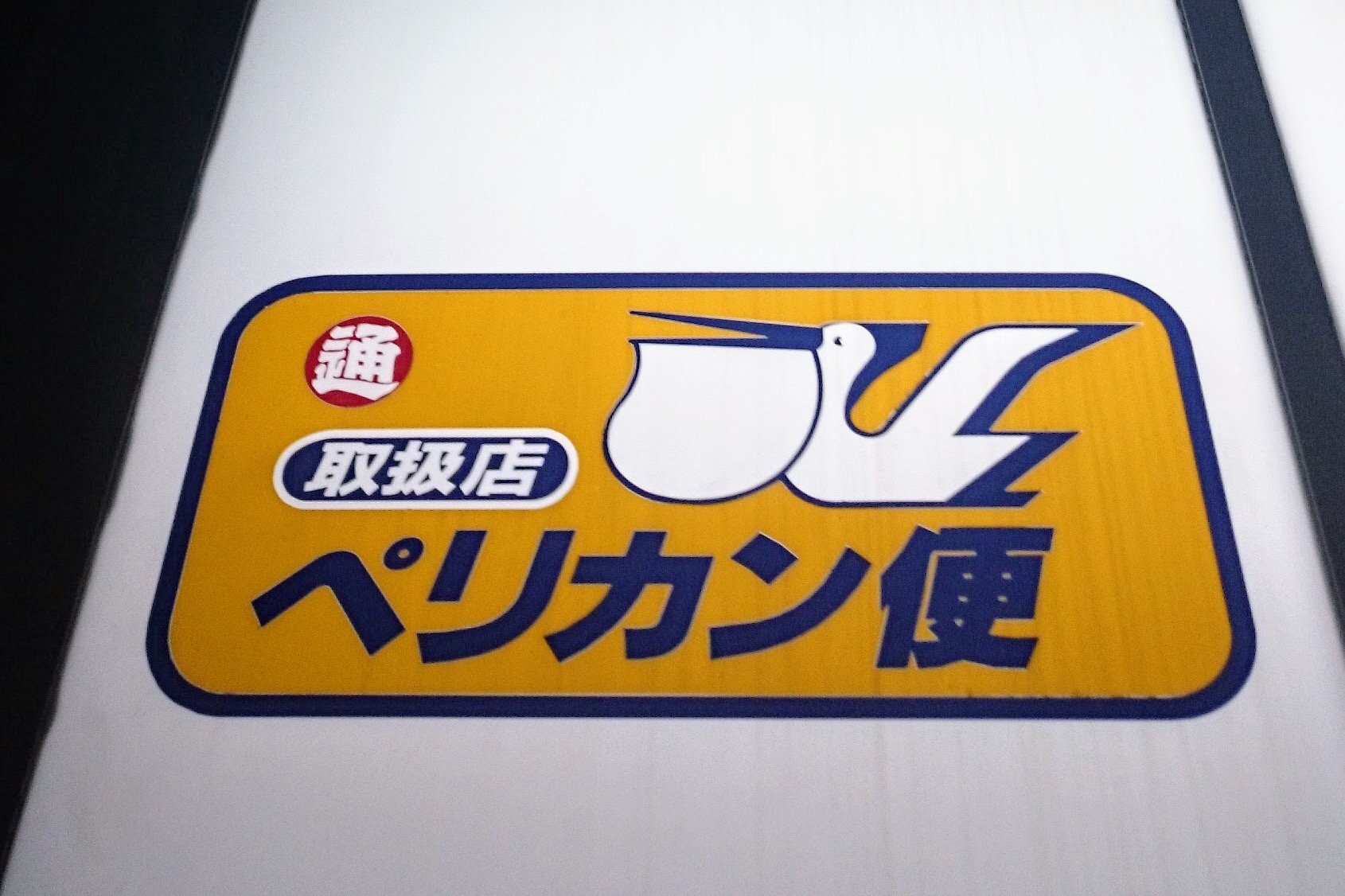
取次店に掲出されていた看板（東京都北区）

2009年3月までは日本通運（日通）が、同年4月から2010年6月まではJPエクスプレスが事業を行っていた。基本的には「ゆうパック」に統合されサービスを終了しているが、一部のサービスについては統合後も空路経由のものも含み日本通運が継続している。

## 概要
日本通運における宅配便事業のブランドとして設置されたが、日通全体としてはこの部門の収益性が良くなかった。ヤマト運輸と佐川急便の2社のシェアが圧倒的であったためである。一方、競合他社の郵便事業株式会社（以降「JP POST」）が『ゆうパック』ブランドで行っていた宅配便事業も収益向上の必要性に迫られていた。そこで両社は合弁会社 JPエクスプレス（略称 JPEX）を設立し、日本通運の宅配便事業は同社のブランドとなった。同事業は2009年10月頃からJPエクスプレス宅配便と称することが多くなり、後述のように同年11月ごろから配布されている送り状からのペリカン便マークも姿を消している。
なお、ペリカン便では扱えないサイズ・重量の荷物を扱う、「貨物」扱いのサービスとして、「アロー便」というサービスが日本通運は存在するが、こちらは2009年4月以降も日通によるサービスのままである。また「スーパーペリカン便」「海外ペリカン便」などの空路経由の商品、他法人向けの一部部門などについてはJPEXへ移管されない。
また、台湾の東元集団（TECOグループ）へのライセンス供与という形で、現地で「宅配通」（PELICAN）の名称でサービスを行っている。

### JPEXへの移行に伴う暫定処置
なお、JPEXへの移管に伴い、ペリカン便関連の電話番号については、NTTのフリーダイヤルから新たにKDDIのフリーコール番号に変更されている（携帯電話からの問い合わせ用は、NTTコミュニケーションズのナビダイヤルが別途設置されている）が、各営業店の番号は概ね、従前の日本通運の番号を継承している。日本通運は、事業統合や JP POST への集配業務の一部委託へ向けて、日本通運の一部の委託拠点の直轄化や再委託拠点の見直しなどをはかっていく方針としていた。
営業店名称は、概ね、直轄店舗（主に統括支店併設拠点）が「支店」、日本通運の委託店舗は従来通りペリカンセンター（PC）または日通の支店・営業所名、他社委託（正確には、日本通運による再委託）拠点は従来通り受託企業の社名そのもの（一部は、ペリカンセンターとなっているケースもあるが、正確には受託社名が頭に付く）となる。一部で「営業所」となっている拠点があるが、こちらについては直轄・委託の区分については両方のケースがあり事業所名称だけ見ただけでは判断出来ない。原則は次のとおりである。
○○統括支店△△支店
直轄
○○統括支店××ペリカンセンター
日本通運への委託（ただし、一部拠点は、2009年9月より以前に「ペリカンセンター」から「支店」に移行し、JPEXの直轄拠点化している）
なお、店舗検索で「○○PA（支）店××ペリカンセンター」と表示されるものは、「○○統括支店××ペリカンセンター」の誤り。
○○統括支店△△支店××営業所
拠点により、直轄拠点と日通への委託と両方ある
△△支店
△△支店××営業所
△△支店××営業支店
△△支店××ペリカンセンター
ここでの「支店」は日通の支店を指すため、日本通運の委託拠点である
再委託事業者名
再委託事業者名××ペリカンセンター
日本通運から再委託された事業者の拠点
なお、2009年9月末までの拠点形態で、同年10月の新ブランド開始以降の形態については現時点では未定）。なお、直轄拠点であっても、上述のように日本通運と設備を共用しているケースもある（統括支店のケースでは、共用であってもアローセンターのみだが、それ以外の拠点は、他の事業を含めた全部を共用しているケースもある）。
当初「ゆうパック」とのブランド統一を予定していた2009年10月より、一部拠点の再編が行われ、概ね次のようになった。
○○統括支店○○広域支店
主に JP POST の統括支店へ併設された委託拠点
○○統括支店△△支店
直轄または日本通運との共用拠点
○○統括支店××ペリカンセンター
日本通運への委託
○○統括支店△△支店××営業所
直轄拠点または日本通運への委託
運送車両については、JPEXの事業開始に合わせて新デザインのものが採用されているが、従前の一部日通車両については、社名「日本通運」と旧集荷フリーダイヤル番号部分を、新社名「JPEX」と新フリーコール番号が書かれたステッカーを上貼りしただけの車両が見られる。
拠点については上述の通りだが、配達員については直轄の拠点であっても委託配達員となるケースがあり、日本通運時代の委託配達員がJPEX移行後のペリカン便に加え「ゆうパック」を配達している場合もある。2009年9月以前の時点で、JP POST の赤色塗装仕様の軽ワゴン車に「JPエクスプレス宅配便」のステッカーを貼り付け、JP POST のゆうパック配達員用制服（JP POST の内勤職員および郵便物配達員の制服とは別）に類似した作業着を着た配達員がペリカン便あるいはゆうパックを配達する事例もある。
2009年9月11日に JP POST が発表した統合延期に伴い、2009年10月1日より、一部地域のペリカン便の集配業務を JP POST の一部支店へ委託することになった（この時点での具体的な方法は上述の通り）。その代わり、料金後納扱いの「ゆうパック」の利用者に対し、ペリカン便を利用するJPEX掛売へ移行するようアナウンスを開始する。

### ゆうパックへの移行に伴う処置
しかし、JPEXの赤字拡大がとまらない事もあり、統合方針を見直しすることとなったため、2010年7月1日を目処に、JP POST がJPEXの事業を譲受することになり、ペリカン便のサービスレベルを取り入れた「ゆうパック」として、宅配便事業を統一することが、2009年12月24日付で発表され、JP POST による譲受の後、速やかにJPEXを清算する方向であることが明らかになった。これにより、一般のペリカン便ブランドは消滅した。
なお、コールセンターのフリーコール番号・配達時間帯指定・セキュリティサービスなどは、JP POST の譲受により、「ゆうパック」へ継承されている。JPEX名の送り状については、当面はゆうパック用のものと同様、一部のサービス専用のものを除けば従前どおり利用可能としている（「日本通運」の名が記載された送り状については使用不可となった）。
この措置にともなって「ゆうパック」側ではJPEXのラベル仕様を継承した「元払A」ラベルと「元払B」ラベルが新設されている。ふたつの違いは取次店控えの有無である。つまり「ゆうパック」でそれ以前から使われていた「B-2」ラベルと「B」ラベルの相違点とほぼ同様である。JPEXから継承したラベルと従来からのラベルの相違点は、到着通知ハガキの設定がない部分（代わりに、受取人控え片がある）とラベルサイズに止まり、それ以外の点はほぼ同一の利用できる。ゆうパックの「A」ラベルは「C」ラベルに統合された(旧来のゆうパック「A」ラベルは「C」ラベルに挿入されている取扱店控えがないものであった)。着払ラベルは従来のゆうパックベースのものに一本化された。

### コンビニエンスストアでの扱い
一部コンビニで、ペリカン便の取扱を行っている。ただし、JR東日本の小売事業NEWDAYSでは、地域によっては他社の宅配便サービスを取り扱っているところもあった。
「ペリカン便」と「ゆうパック」が統合される前は、両者ともに取り扱っているチェーンもあった（デイリーヤマザキやam/pmなど）。これは、日本通運が「ゆうパック」の集荷も一緒に取扱い、日本通運が JP POST の支店へ一括して差し出すという形を取っていたことに起因する。このため JP POST 時代に公開されていた「ゆうパック」の取扱店リストに、コンビニや一般の取扱店に加え、日本通運のペリカン・アロー支店ないしはペリカンセンターが含まれていた。

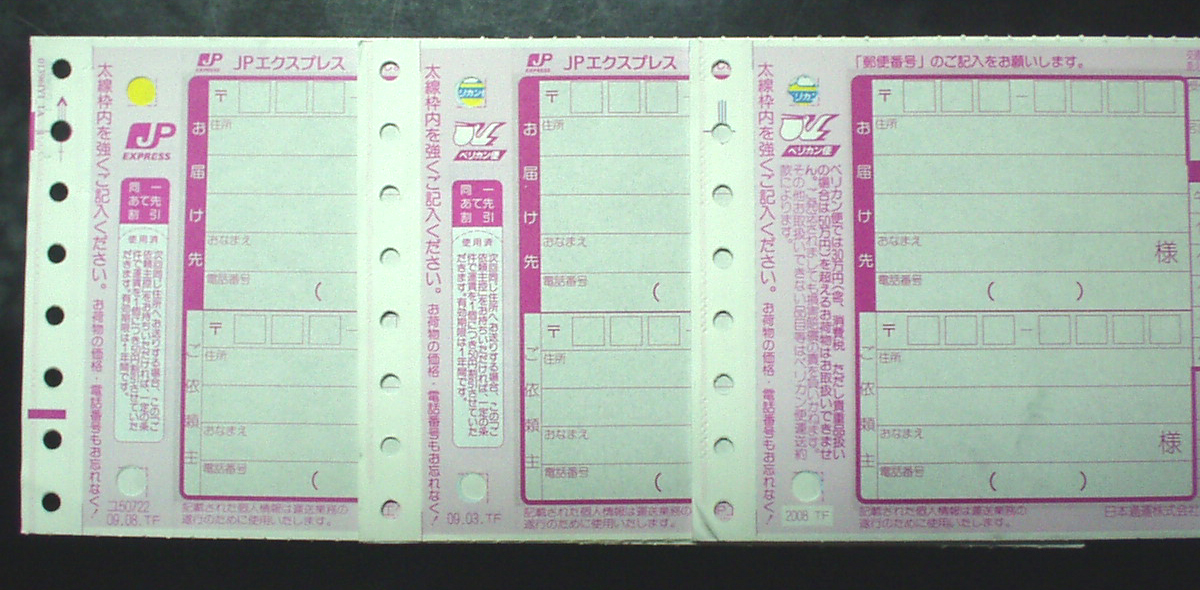
日本通運からJPエクスプレスにかけての「ペリカン便」ラベルの変遷

なお、JPEXへの移行に伴い、送り状が2006年以降に発行されたものをベースに新調され、「取扱店・CVS用」の元払い送り状と着払い送り状については、4桁ごとに送り状番号がハイフンで分けられている「ゆうパック」の送り状や、2005年以降に発行された「宅急便」の送り状同様、引き受け店控えでは差出人名と受取人名以外の個人情報以外の情報をマスクする処理がされているが、集荷・JPEX直営の取次所などで利用されている元払いの送り状については従前通りとなっている。同様に、新たに同一宛先割引適用のために、前回の伝票番号の記載欄が新たに設けられ、さらに同一割引の使用済み印の欄が左隅のペリカンマークの下に設けられた。

## 沿革
- 1977年 - 日本通運が「ペリカンBOX簡単便」の取り扱いを開始
- 1981年 - 日本通運が「ペリカンBOX簡単便」の名称を「ペリカン便」に改称
- 1982年 - 日本通運が「海外ペリカン便」の取扱を開始
- 1991年 - 日本通運が「スーパーペリカン便」の取扱を開始
- 1999年 - 日本通運が集荷専用フリーダイヤルの稼働開始
- 2000年 - 日本通運が「クールペリカン便」で冷凍品の扱いを開始
- 2005年 - 日本通運が新しい「お届け指定サービス」の取扱開始
- 2008年6月2日 - 日本通運がペリカン便の受け皿会社として、JPエクスプレスを設立
- 2009年4月1日 - JPエクスプレスが日本通運の宅配便事業を吸収分割にて継承したことに伴い、ペリカン便の事業会社が日本通運からJPエクスプレスに変更（ただし「スーパーペリカン便」「海外ペリカン便」などは残存）
- 2009年10月1日 - 日本通運が一部地域のペリカン便集配業務を JP POST とJPエクスプレスへ委託。両社は担当する統括支店にJPエクスプレスの広域支店を併設した。
- 2010年7月1日 - JP POST がJPEXよりペリカン便事業を譲受。JP POST は同事業を「ゆうパック」ブランドで運営。「ペリカン便」ブランドは消滅した。

## ペリカン便の種類

### 日本通運時代

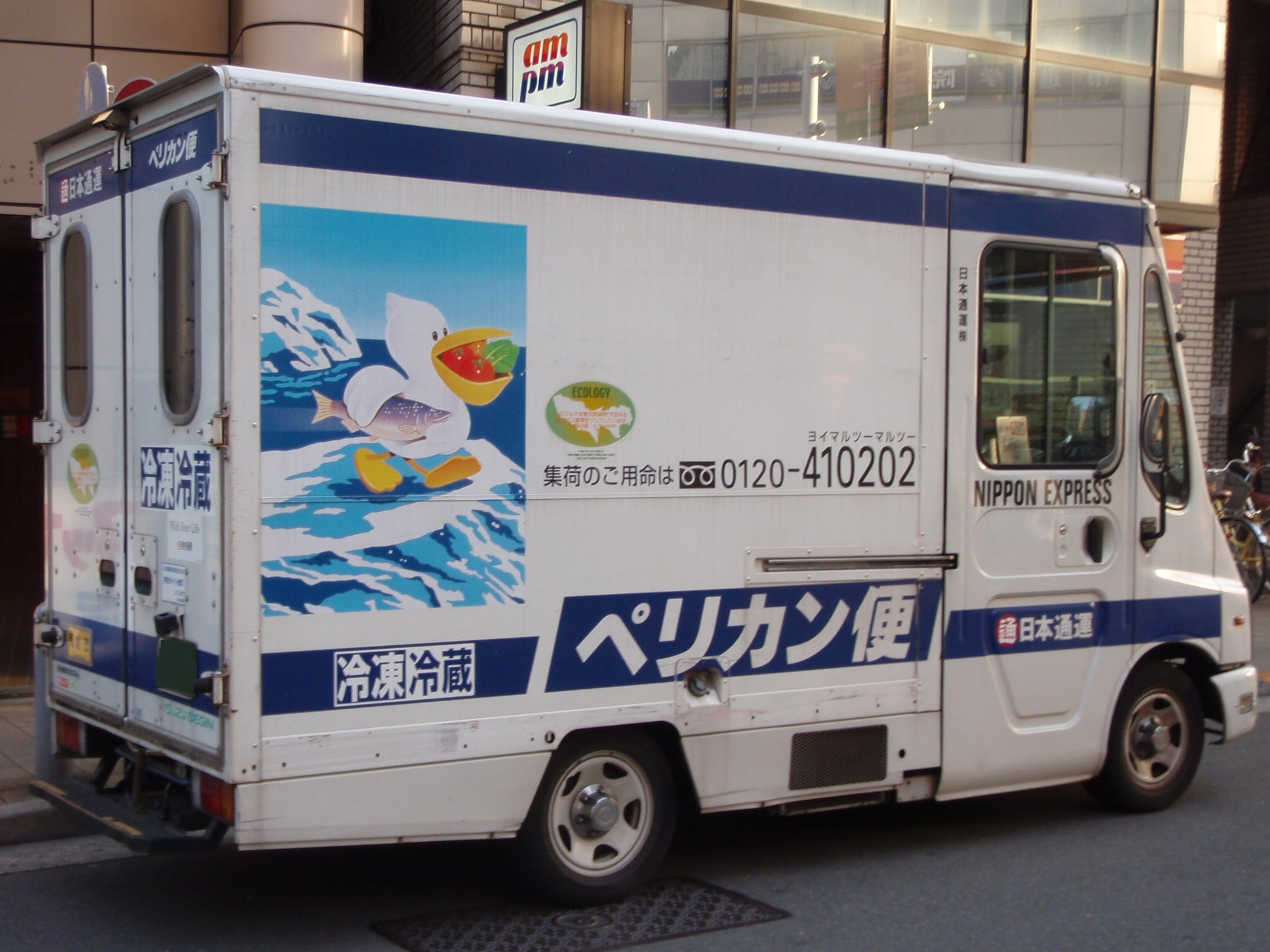
日通時代の「ペリカン便」トラック（いすゞ・ビギン）

- 日通のペリカン便
- ゴルフペリカン便（個人向け）
- スキーペリカン便（個人向け）
- 空港ペリカン便（個人向け）
- クールペリカン便
- コレクトペリカン便（法人向け）
- スーパーペリカン便（空路経由）
- 海外ペリカン便（空路経由）

### JPEX時代
- JPエクスプレスのペリカン便
- ゴルフペリカン便（個人向け）
- スキーペリカン便（個人向け）
- 空港ペリカン便（個人向け）
- クールペリカン便
- セキュリティサービス
- コレクトペリカン便（法人向け）

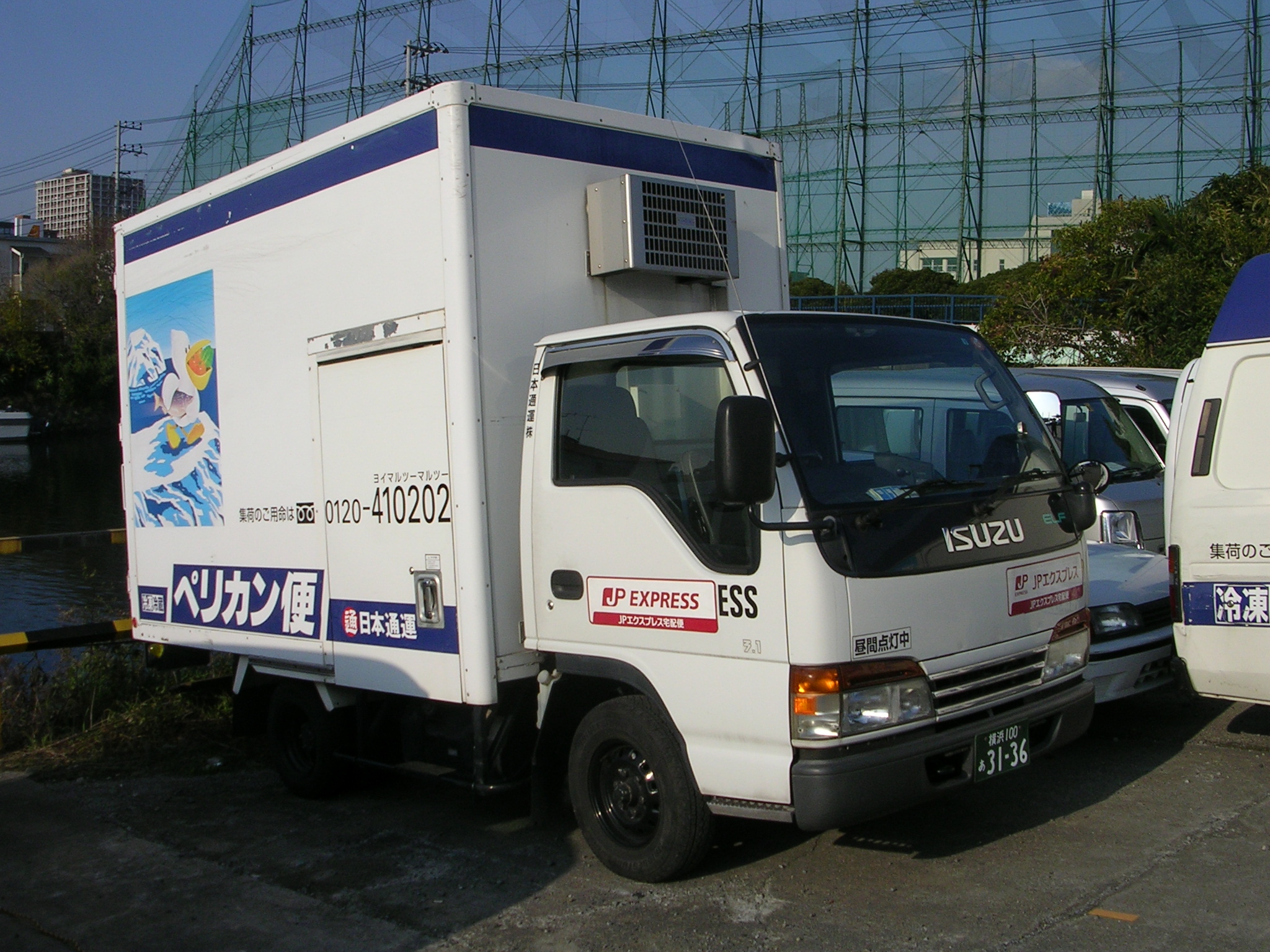
JPエクスプレスのシールが貼られた「ペリカン便」トラック（いすゞ・エルフ）

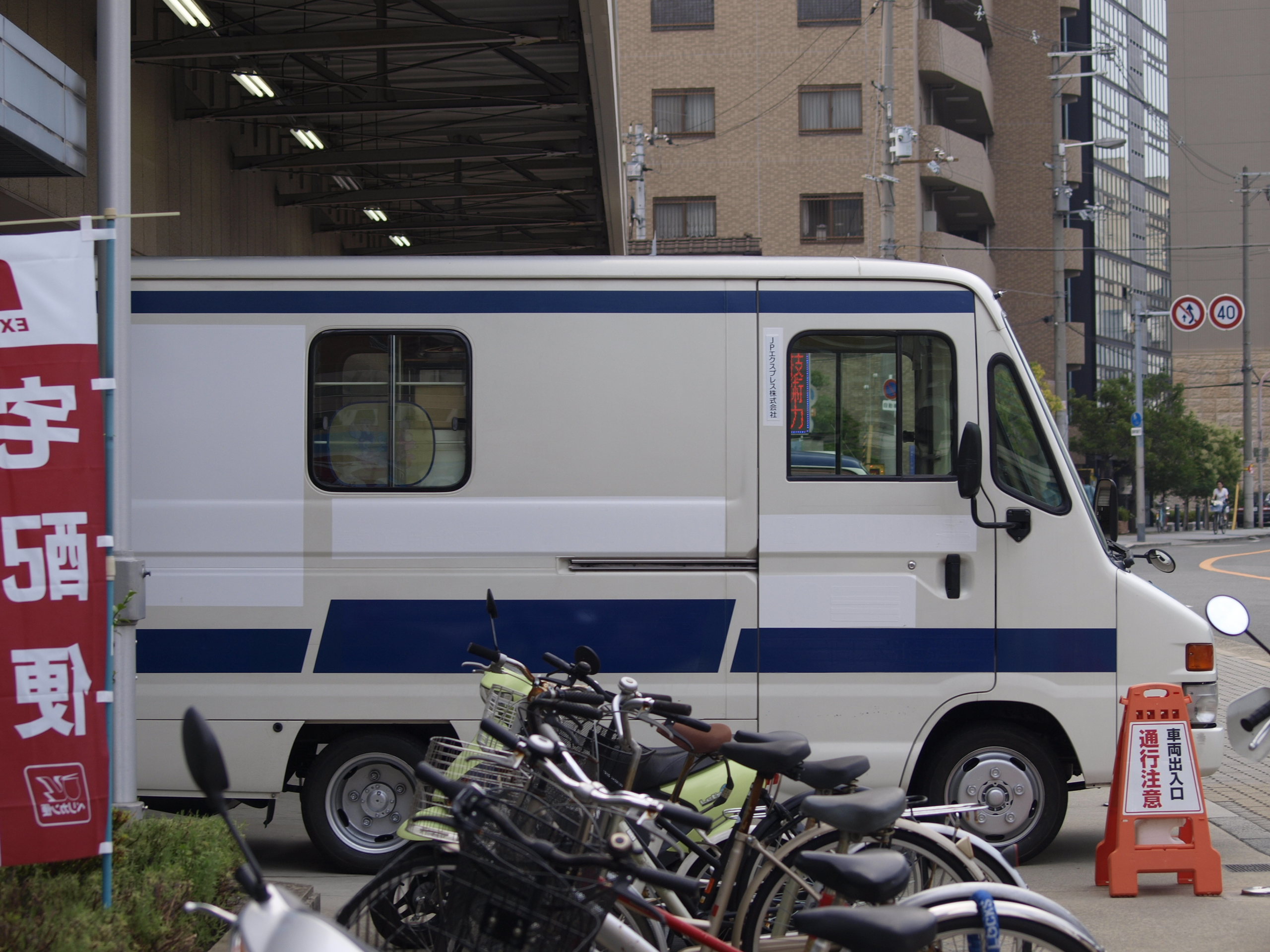
JPエクスプレスのシールが貼られた「ペリカン便」トラック（ゆうパック移行直前）（トヨタ・クイックデリバリー200）

「スーパーペリカン便」や「海外ペリカン便」などは、2009年4月以降も引き続き日本通運の事業である。なお「クールペリカン便」には「スーパーペリカン便」の低温版の形の空路経由のものが存在する。空路経由のものは日本通運のエア・フレイト・フォワーダー部門（日通航空）が取り扱う。